# Професіональна хокейна ліга 2012—2013
Професіональна хокейна ліга 2012—13 — другий розіграш Професіональної хокейної ліги. У чемпіонаті взяли участь 7 команд. Регулярний чемпіонат стартував 11 вересня 2012 року, а останній матч фінальної серії відбувся 25 березня 2013 року.
Чемпіонат ознаменувався низкою фінансових та організаційних скандалів, відміненими матчами, змінами регламенту змагань вже під час сезону та судовим позовом (хоч і не задоволеним) проти ліги.

## Регламент
Згідно з регламентом змагань, чемпіонат проходив у три етапи. На першому з них команди зіграли шестиколовий турнір, за підсумками якого визначилися шість учасників наступної стадії. Далі клуби утворили дві групи по три команди в кожній. В одній з них грали команди, котрі посіли перше, четверте та п'яте місця на першому етапі змагань; в другій групі - друга, третя та шоста команди. На груповому етапі змагань команди провели двоколовий турнір (по матчу вдома і на виїзді з кожним з двох суперників). Команди, котрі посіли треті місця в своїх групах, припиняли боротьбу в чемпіонаті. Решта чотири учасники сформували півфінальні пари останнього етапу змагань, ігор на виліт (плей-оф).
На півфінальній стадії плей-оф суперники грали п'ятиматчеві серії (до трьох перемог). В фіналі ж доля володаря головного трофею змагань визначалася у серії до чотирьох перемог однієї з команд.
В нинішньому сезоні в чемпіонат повернулися матчі за третє місце. Так, команди котрі програли свої півфінали, у короткій серії поєдинків до двох перемог мали визначити володаря бронзових нагород.. Однак, під час сезону регламент змагань було змінено, тож доля третього місця визначалася в єдиному поєдинку на нейтральному майданчику.

## Склад учасників
Відбулися суттєві зміни серед числа учасників чемпіонату Професіональної хокейної ліги. Так, в сезоні 2012-13 років не брав участі вінницький клуб «Гайдамаки», оскільки не зміг надати жодних фінансових гарантій своєї участі..
Місто Харків в турнірі представляв хокейний клуб «Динамо», котрий замінив харківських «Акул».
Нарешті, клуб «Білий Барс» змінив прописку, і з 2012 року представлятиме місто Біла Церква. Перший поєдинок на новій льодовій арені команда зіграла 18 грудня 2012 року.
Тож, в другому сезоні ПХЛ за головний трофей змагалися лише сім клубів:
| Команда               | Місто       | Арена                                       | Місткість   |
| --------------------- | ----------- | ------------------------------------------- | ----------- |
| «Беркут»              | Київ        | Палац спорту ТРЦ «Термінал» (Бровари)       | 6 850 1 500 |
| «Білий Барс»          | Біла Церква | Льодова арена (Біла Церква)                 | 450         |
| «Донбас»-2*           | Донецьк     | Палац спорту «Дружба» Льодова арена «Алмаз» | 4 100 450   |
| «Компаньйон-Нафтогаз» | Київ        | СК АТЕК                                     | 500         |
| «Леви»                | Львів       | Льодовий палац (Новояворівськ)              | 600         |
| «Сокіл»               | Київ        | СК АТЕК ТРЦ «Термінал» (Бровари)            | 500 1 500   |
| «Динамо Харків»       | Харків      | ЛА «Салтівський лід»                        | 450         |

* У турнірі ПХЛ бере участь другий склад команди «Донбас», перший склад — виступає у КХЛ.

## Регулярний чемпіонат
Регулярна першість стартувала 11 вересня 2012 року матчем між фіналістами попереднього сезону ПХЛ. Останній тур першого етапу змагань було зіграно 20 лютого 2013 року. За підсумками 36 турів визначалися шість команд, котрі продовжували боротьбу за нагороди вже на другій стадії турніру. Для команди, що посіла останню сходинку — змагання припинялися.

### Турнірна таблиця
| Команда             | І  | В  | ВО | ПО | П  | Ш       | О  |
| ------------------- | -- | -- | -- | -- | -- | ------- | -- |
| Беркут*             | 36 | 25 | 5  | 1  | 4  | 148-55  | 86 |
| Компаньйон-Нафтогаз | 36 | 16 | 6  | 3  | 11 | 111-86  | 63 |
| Динамо Харків**     | 36 | 16 | 4  | 4  | 11 | 98-88   | 60 |
| Донбас-2            | 36 | 13 | 4  | 4  | 13 | 110-108 | 57 |
| Сокіл***            | 36 | 14 | 3  | 6  | 12 | 85-86   | 54 |
| Леви****            | 36 | 10 | 4  | 3  | 18 | 97-125  | 41 |
| Білий Барс          | 36 | 2  | 0  | 5  | 27 | 57-158  | 17 |

* Команда «Беркут» не приїхила на поєдинок проти «Білого Барсу», котрий мав відбутися 12 січня, у зв'язку з чим киянам зараховано технічну поразку.
** Команда «Динамо» не вийшла на домашній поєдинок проти «Білого Барсу», котрий мав відбутися 31 січня, у зв'язку з чим харків'янам зараховано технічну поразку.
*** Команда «Сокіл» не з'явилася у Донецьку на матчі проти місцевого клубу «Донбас», котрий мав відбутися 7 січня, у зв'язку з чим киянам було зараховано технічну поразку.
**** Команда хокейного клубу «Леви» не вийшла на домашню гру проти донецького «Донбасу», котра мала відбутися 26 грудня, у зв'язку з чим галичанам було зараховано технічну поразку.
Джерело: phl

### Бомбардири
Список 10 найкращих гравців, сортованих за очками.
| №   | Гравець            | Команда             | І  | Ш  | A  | О  | К   | Штр |
| --- | ------------------ | ------------------- | -- | -- | -- | -- | --- | --- |
| 1.  | Дмитро Гнітько     | Леви                | 31 | 15 | 23 | 38 | -5  | 24  |
| 2.  | Олександр Торяник  | Беркут              | 32 | 16 | 20 | 36 | +11 | 48  |
| 3.  | Роман Благий       | Донбас-2            | 34 | 15 | 16 | 31 | -3  | 53  |
| 4.  | Андрій Міхнов      | Беркут              | 34 | 12 | 19 | 31 | +9  | 31  |
| 5.  | Ігор Гонгальський  | Беркут              | 33 | 11 | 18 | 29 | +10 | 32  |
| 6.  | Роман Тврдон       | Компаньйон-Нафтогаз | 33 | 19 | 9  | 28 | +11 | 34  |
| 7.  | Артем Бондарєв     | Динамо Харків       | 34 | 12 | 16 | 28 | -11 | 40  |
| 8.  | Сергій Харченко    | Сокіл Київ          | 34 | 10 | 18 | 28 | +7  | 22  |
| 9.  | Павел Волчек       | Беркут Київ         | 34 | 14 | 13 | 27 | +18 | 44  |
| 10. | Василь Полоницький | Динамо Харків       | 32 | 11 | 16 | 27 | 0   | 12  |

Джерело: phl

### Воротарі
Список найкращих воротарів, сортованих за коефіцієнтом надійності (КН).
| №  | Гравець             | Команда             | І  | Хв      | В  | П  | І«0» | ПШ | КН   | %ВК  |
| -- | ------------------- | ------------------- | -- | ------- | -- | -- | ---- | -- | ---- | ---- |
| 1. | Ян Хован            | Беркут              | 28 | 1698:25 | 24 | 4  | 7    | 38 | 1.34 | 94,7 |
| 2. | Дмитро Жаботинський | Динамо Харків       | 17 | 853:90  | 11 | 4  | 1    | 28 | 1.97 | 92,8 |
| 3. | Сергій Зав'ялов     | Компаньйон-Нафтогаз | 35 | 2139:70 | 22 | 13 | 2    | 78 | 2.19 | 92,2 |
| 4. | Андрій Хочевар      | Сокіл               | 32 | 1906:63 | 15 | 16 | 4    | 73 | 2.3  | 92,2 |
| 5. | Віталій Трус        | Динамо Харків       | 22 | 1278:96 | 9  | 11 | 2    | 59 | 2.77 | 91,0 |
| 6. | Євген Напненко      | Донбас-2            | 20 | 974:12  | 8  | 8  | 1    | 46 | 2.83 | 90,2 |

Джерело: phl

## Другий етап
До групового турніру допускалися шість найкращих колективів за результатами першої частини турніру. Однак, переможця регулярного чемпіонату, клуб «Беркут», було знято зі змагань через невиконані фінансові зобов'язання. У груповому турнірі киян замінила найгірша команда першого етапу білоцерківський «Білий Барс».

### Група А
| Команда             | І | В | ВО | ПО | П | Ш    | О |
| ------------------- | - | - | -- | -- | - | ---- | - |
| Компаньйон-Нафтогаз | 4 | 2 | 1  | 0  | 1 | 11-9 | 8 |
| Сокіл               | 4 | 2 | 0  | 1  | 1 | 10-7 | 7 |
| Леви                | 4 | 1 | 0  | 0  | 3 | 6-11 | 3 |

### Група Б
| Команда       | І | В | ВО | ПО | П | Ш     | О  |
| ------------- | - | - | -- | -- | - | ----- | -- |
| Донбас-2      | 4 | 4 | 0  | 0  | 0 | 14-5  | 12 |
| Динамо Харків | 4 | 2 | 0  | 0  | 2 | 11-11 | 6  |
| Білий Барс    | 4 | 0 | 0  | 0  | 4 | 6-15  | 0  |

## Плей-оф

### Півфінали
|  | Півфінали                | Півфінали        |   |  | Фінал                    | Фінал |
|  |                          |                  |   |  |                          |       |
|  | Компаньйон-Нафтогаз Київ | 3                |   |  |                          |       |
|  | Сокіл Київ               | 2                |   |  |                          |       |
|  |                          |                  |   |  | Компаньйон-Нафтогаз Київ | 0     |
|  |                          | Донбас-2 Донецьк | 4 |  |                          |       |
|  | Донбас-2 Донецьк         | 3                |   |  |                          |       |
|  | Динамо Харків            | 0                |   |  |                          |       |

### Результати
| 9 березня 2013 18:45 | Компаньйон-Нафтогаз Київ | 2 : 0 (0:0, 1:0, 1:0) | Сокіл Київ | СК АТЕК, Київ |

| Протокол                                   | Протокол  | Протокол  | Протокол        | Протокол                                                                  |
| ------------------------------------------ | --------- | --------- | --------------- | ------------------------------------------------------------------------- |
|                                            | Зав'ялов  | Голкіпери | Хочевар (59:37) | Арбітри: О. Глуховський А. Сєврук Лінійні судді: О. Горбатюк А. Корепанов |
| Бахріддінов (Б) - 28:37 Малов (ПВ) - 59:59 | 1:0 2:0   |           |                 | Арбітри: О. Глуховський А. Сєврук Лінійні судді: О. Горбатюк А. Корепанов |
| 2 хв.                                      | Вилучення | 8 хв.     |                 | Арбітри: О. Глуховський А. Сєврук Лінійні судді: О. Горбатюк А. Корепанов |
| 28                                         | Кидки     | 19        |                 | Арбітри: О. Глуховський А. Сєврук Лінійні судді: О. Горбатюк А. Корепанов |

| 10 березня 2013 13:00 | Компаньйон-Нафтогаз Київ | 3 : 4 (ШК) (0:1, 2:1, 1:1, 0:0, 0:1) | Сокіл Київ | СК АТЕК, Київ Глядачів: 267 |

| Протокол                                                      | Протокол                    | Протокол                                                                          | Протокол | Протокол                                                                |
| ------------------------------------------------------------- | --------------------------- | --------------------------------------------------------------------------------- | -------- | ----------------------------------------------------------------------- |
|                                                               | Зав'ялов                    | Голкіпери                                                                         | Хочевар  | Арбітри: О. Глуховський А. Сєврук Лінійні судді: О. Говорун О. Горбатюк |
| Заблудовський - 21:42 Бахріддінов - 28:35 Бахріддінов - 59:53 | 0:1 1:1 2:1 2:2 2:3 3:3 3:4 | 04:58 - Петранговський 29:58 - Харченко 53:31 - Тезіков (Б) 70:00 - Черненко (ПБ) |          | Арбітри: О. Глуховський А. Сєврук Лінійні судді: О. Говорун О. Горбатюк |
| 8 хв.                                                         | Вилучення                   | 8 хв.                                                                             |          | Арбітри: О. Глуховський А. Сєврук Лінійні судді: О. Говорун О. Горбатюк |
| 38                                                            | Кидки                       | 26                                                                                |          | Арбітри: О. Глуховський А. Сєврук Лінійні судді: О. Говорун О. Горбатюк |

| 13 березня 2013 18:45 | Сокіл Київ | 2 : 4 (0:2, 1:1, 1:1) | Компаньйон-Нафтогаз Київ | СК АТЕК, Київ Глядачів: 319 |

| Протокол                                 | Протокол                | Протокол                                                                         | Протокол | Протокол                                                                |
| ---------------------------------------- | ----------------------- | -------------------------------------------------------------------------------- | -------- | ----------------------------------------------------------------------- |
|                                          | Хочевар (59:10-59:32)   | Голкіпери                                                                        | Зав'ялов | Арбітри: Максим Урда А. Сєврук Лінійні судді: О. Горбатюк А. Перетятько |
| Тезіков (Б) - 31:33 Черненко (Б) - 46:00 | 0:1 0:2 0:3 1:3 2:3 2:4 | 02:48 - Заблудовський 04:50 - Тврдонь 24:23 - Бризгалов 59:32 - Бахріддінов (ПВ) |          | Арбітри: Максим Урда А. Сєврук Лінійні судді: О. Горбатюк А. Перетятько |
| 8 хв.                                    | Вилучення               | 10 хв.                                                                           |          | Арбітри: Максим Урда А. Сєврук Лінійні судді: О. Горбатюк А. Перетятько |
| 23                                       | Кидки                   | 34                                                                               |          | Арбітри: Максим Урда А. Сєврук Лінійні судді: О. Горбатюк А. Перетятько |

| 14 березня 2013 18:45 | Сокіл Київ | 3 : 2 (0:0, 2:1, 1:1) | Компаньйон-Нафтогаз Київ | СК АТЕК, Київ Глядачів: 359 |

| Протокол                                                   | Протокол            | Протокол                         | Протокол         | Протокол                                                          |
| ---------------------------------------------------------- | ------------------- | -------------------------------- | ---------------- | ----------------------------------------------------------------- |
|                                                            | Сімчук              | Голкіпери                        | Зав'ялов (59:41) | Арбітри: М. Урда А. Сєврук Лінійні судді: А. Корепанов О. Говорун |
| Толкунов - 30:51 Петранговський - 37:40 Рядинський - 47:58 | 1:0 1:1 2:1 3:1 3:2 | 31:00 - Гаврилюк 55:33 - Курілін |                  | Арбітри: М. Урда А. Сєврук Лінійні судді: А. Корепанов О. Говорун |
|                                                            |                     |                                  |                  | Арбітри: М. Урда А. Сєврук Лінійні судді: А. Корепанов О. Говорун |
|                                                            |                     |                                  |                  | Арбітри: М. Урда А. Сєврук Лінійні судді: А. Корепанов О. Говорун |

| 16 березня 2013 13:00 | Компаньйон-Нафтогаз Київ | 2 : 1 (0:0, 0:1, 1:0, 0:0, 1:0) (ШК) | Сокіл Київ | СК АТЕК, Київ Глядачів: 370 |

| Протокол                                   | Протокол    | Протокол      | Протокол | Протокол                                                           |
| ------------------------------------------ | ----------- | ------------- | -------- | ------------------------------------------------------------------ |
|                                            | Зав'ялов    | Голкіпери     | Сімчук   | Арбітри: О. Лускань М. Урда Лінійні судді: А. Корепанов О. Говорун |
| П. Борисенко - 48:10 Гаврилюк (ПБ) - 70:00 | 0:1 1:1 2:1 | 38:21 - Юшков |          | Арбітри: О. Лускань М. Урда Лінійні судді: А. Корепанов О. Говорун |
| 4 хв.                                      | Вилучення   | 4 хв.         |          | Арбітри: О. Лускань М. Урда Лінійні судді: А. Корепанов О. Говорун |
| 33                                         | Кидки       | 20            |          | Арбітри: О. Лускань М. Урда Лінійні судді: А. Корепанов О. Говорун |

### Матч за третє місце
- «Сокіл» Київ - «Динамо» Харків - 3:2 (1:0, 1:1, 0:1; 0:0, 1:0). Донецьк, Арена «Дружба», 24 березня 2013.

Доля «бронзи» вирішувалася у єдиному поєдинку на нейтральному майданчику. Матч проходив за «брудним» (без зупинки секундоміра після свистка арбітра) часом без заливки льоду в перерві між періодами.

### Фінал
- «Донбас-2» Донецьк - «Компаньйон-Нафтогаз» Київ - 4:0 (4:2; 3:0; 5:0; 3:2 (ШК))

Перемігши в серії до чотирьох перемог, Донбас-2 втретє поспіль здобув чемпіонський титул.